# دي براندت
دي براندت هي كاتِبة وشاعرة كندية، ولدت في 31 يناير 1952.